# Мордовин, Павел Павлович
Павел Павлович Мордовин (1924, Алтайский край — 1945, Польша) — советский военнослужащий, участник Великой Отечественной войны, полный кавалер ордена Славы, командир отделения взвода пешей разведки 76-го гвардейского стрелкового полка, гвардии сержант — на момент представления к награждению орденом Славы 1-й степени.

## Биография
Родился 6 марта 1924 года в селе Енисейское, Бийского района Алтайского края,. Окончил пять классов. Работал в колхозе им. Ворошилова, окончил курсы трактористов и в июне 1941 — курса комбайнеров при Буланихинской МТС. С началом Великой Отечественной войны рвался на фронт, но до достижения призывного возраста работал в своем колхозе комбайнером.
В августе 1942 года был призван в Красную Армию. В запасном полку прошел в военную подготовку. С октября 1942 года участвовал в боях с захватчиками, воевал на Донском, Сталинградском, Юго-Западном, 3-м Украинском и 1-м Белорусском полках. Член ВКП/КПСС с 1944 года.
Боевой путь начал с танковой части, башенным стрелком танка. Участвовал в обороне Сталинграда, в сражении на Курской дуге. В ноябре 1943 года был ранен. После госпиталя был направлен в 27-ю гвардейскую дивизию и зачислен разведчиком взвода пешей разведки 76-го гвардейского стрелкового полка. В составе этого подразделения прошел оставшийся боевой путь. Член ВКП/КПСС с 1944 года.
30 января 1944 года во время разведки боем гвардии красноармеец Мордовин в составе разведгруппы заняв вражеские траншеи, оборонял рубеж, отразил 3 атаки противника. В этом бою лично убил 6 противников, а вечером того же дня доставил в штаб «языка», который дал ценные сведения. Награждён орденом Красной Звезды.
9 августа 1944 года гвардии красноармеец Мордовин в составе группы разведчиков преодолел реку Пилица, проник в расположение противника, вместе с бойцами истребил 11 вражеских солдат и пленил одного.
Приказом по частям 27-й гвардейской дивизии от 3 октября 1944 года гвардии красноармеец Мордовин Павел Павлович награждён орденом Славы 3-й степени.
7 октября 1944 года в районе восточнее города Варка гвардии красноармеец Мордовин в составе группы разведчиков форсировал реку Пилица проник в тыл врага, захватил «языка» в звании офицер и доставил его в штаб полка. Пленный дал ценные сведения.
Приказом по войскам 8-й гвардейской армии от 21 ноября 1944 года гвардии красноармеец Мордовин Павел Павлович награждён орденом Славы 2-й степени.
В январе 1945 года, накануне наступления на Мангушевском плацдарме, гвардии сержант Мордовин со своим отделением разведал огневые средства, состояние инженерных заграждений, минных полей в полосе наступления полка. 15 января при прорыве обороны противника лично подавил пулемет, чем способствовал выполнению боевой задачи. После захвата третьей линии обороны отделение Мордовина атаковало сильно опорный узел противника: было уничтожено 14 противников, захвачен 2 6-ствольных миномета и склад продовольствия.
В феврале 1945 года в боях за город Познань со своим отделением одним из первых проник в город и выявил расположение основных узлов обороны, что позволило стрелковым подразделениям во время наступления обойти их и ворваться в город. В этих боях бойцы под командованием Мордовина уничтожили свыше 60 вражеских солдат и офицеров и более 40 взяли в плен.
Указом Президиума Верховного Совета СССР от 31 мая 1945 года за образцовое выполнение боевых заданий командования на фронте борьбы с немецкими захватчиками и проявленные при этом доблесть и мужество гвардии сержант Мордовин Павел Павлович награждён орденом Славы 1-й степени. Стал полным кавалером ордена Славы.
Высокую награду получить не успел. 15 апреля 1945 года гвардии сержант Мордовин пал в бою на плацдарме близ города Кюстрин.
Награждён орденами Красной Звезды, Славы 1-й, 2-й и 3-й степеней, медалью «За оборону Сталинграда».
Его имя носит улица в селе Мало-Енисейское Бийского района.